# Sävar
Sävar is een plaats in de gemeente Umeå in het landschap Västerbotten en de provincie Västerbottens län in Zweden. De plaats heeft 2672 inwoners (2005) en een oppervlakte van 246 hectare. De plaats ligt iets ten noorden van de stad Umeå aan de Europese weg 4. Door de plaats loopt de rivier Sävarån.